# Campylobacter jejuni
Campylobacter jejuni és un dels agents causants més comuns de la gastroenteritis en humans. És un bacteri gramnegatiu, no formador d'espores, microaeròfil, catalasa i oxidasa positiu. Morfològicament, són bacils prims amb forma d'espiral, tot i que tenen la capacitat d'adoptar la forma de coc. Són microorganismes mòbils amb un moviment molt característic, semblant a un llevataps, a través d'un flagel polar i es presenten com a comensals en animals de sang calenta, especialment en aviram. Segons el seu rang tèrmic de creixement (30-50 °C), es classifica com a mesòfil termotolerant, i la seva temperatura òptima és de 42 °C. La temperatura corporal normal dels ocells se situa entre 41 i 42 °C, i per això són un hoste excel·lent per al bacteri.
C. jejuni requereix un medi de creixement molt complex, sense oxidació o fermentació de carbohidrats, sense activitat lipasa o lecitinasa i amb un pH per sobre de 4,9.
La campilobacteriosi és la malaltia derivada de la infecció d'aquest agent que normalment resulta en una gastroenteritis que dura fins a set dies. És una malaltia que té un rang de símptomes molt divers, que van des de l'absència completa de símptomes fins a una sèpsia i rarament, la mort. La campilobacteriosi també pot desenvolupar complicacions postinfeccioses com l'artritis reactiva o la síndrome de Guillain-Barré.

## Descobriment
L'any 1886, el pediatre alemany Theodor Escherich (conegut per descobrir i caracteritzar l'Escherichia coli, el bacteri gramnegatiu model) realitzà necròpsies a infants que havien mort d'una malaltia que ell anomenava cholera infantum (amb simptomatologia compatible amb la campilobacteriosi) i observà, gràcies al microscopi, la presència d'uns bacteris de morfologia espiral, no cultivables, en mostres del mucus del còlon i de femta que havia pres durant el procediment.
Durant les primeres dècades del segle xx, es van publicar nombrosos estudis en què s'associava el fet d'aïllar bacteris de morfologia espiral o de vibrió (similar a una coma ortogràfica) amb la simptomatologia intestinal, tant en humans com en animals, i van rebre noms com Vibrio jejuni (Jones et al., 1931). No obstant això, el patogen només s'aconseguia fer créixer en un cultiu líquid.
El 1968 una dona jove, sense patologies prèvies, va ingressar a l'hospital universitari de St. Peter de Brussel·les amb diarrea severa i febre de 40 °C. Van prendre-li mostres de sang i de femta, que van ser estudiades per l'equip de microbiòlegs liderat per Dekyser i Butzler. Mitjançant la filtració d'una suspensió fecal realitzada a partir de la mostra, i la posterior inoculació a un medi de cultiu selectiu, van poder aïllar C.jejuni i determinar que la síndrome intestinal que presentava la pacient era causada exclusivament per aquest microorganisme, ja que no se'n van aïllar més d'aquesta mostra. Tanmateix, els resultats d'aquesta investigació no foren publicats fins al 1972. Cal remarcar que aleshores s'hi referien com "un bacteri semblant a Vibrio".
El nom definitiu del bacteri, Campylobacter jejuni, fou proposat el 1973 per Véron i Chatelain, basant-se en el nom proposat per Jones el 1931.

## Subespècies
C.jejuni es divideix en dues subespècies: C.jejuni subsp. jejuni i C.jejuni subsp. doylei. En pràcticament totes les mostres procedents de malalts amb campilobacteriosi, així com en totes les d'animals portadors del bacteri, la subespècie aïllada és jejuni.
C.jejuni subsp. doylei és molt infreqüent, però més virulenta, ja que s'aïlla sovint de pacients que presenten bacterièmia, a part de gastroenteritis.
Al laboratori es poden diferenciar mitjançant dues proves senzilles: la reducció de nitrats, que és positiva per la subsp. jejuni i negativa per subsp. doylei; i el creixement a 42 °C, ja que subsp. jejuni creix òptimament a aquesta temperatura, mentre que subsp. doylei ho fa de forma inestable.

## Genoma
Tot el genoma de Campylobacter jejuni consta, de mitjana, d'aproximadament 1,6768 megabases, que codifiquen una mitjana de 1650 proteïnes. També hi ha pseudogens, en una quantitat de 50 a 100 segons la soca. La quantitat de guanina i citosina és del 30,4%. A més del genoma cromosòmic, de vegades també té diferents plasmidis, com, per exemple, en el cas de la soca NCTC13357 en té dos: pVir i pTet que fan 35,9 quilobases i 45,8 quilobases, respectivament.

## Caracterització bioquímica
Per a identificar presumptivament Campylobacter jejuni al laboratori, es poden realitzar una sèrie de tests bioquímics. Aquests no confirmaran amb total seguretat la presència del bacteri però sí amb elevada probabilitat. Per confirmar-ne la identificació cal realitzar sembres en medis selectius. En primer lloc, es realitza una tinció de Gram, el resultat de la qual ha de ser que els bacteris observats es visualitzin d'un to rosat, ja que és gramnegatiu. No és concloent, ja que podria tractar-se d'altres espècies gramnegatives.
Seguidament, es faria un test d'hemòlisi mitjançant una sembra en medi agar sang. C.jejuni ha de produir alfahemòlisi, que es visualitza com un halo verdós al voltant de les colònies.
També es poden fer 3 proves senzilles, que són la de presència de catalasa (el resultat seria positiu), d'oxidasa (també amb resultat positiu) i d'ureasa (sent en aquest cas negativa).
En relació amb el creixement del bacteri a distintes temperatures, a 25 °C és negatiu i a 42 °C és positiu.
Altrament, per ajudar a la identificació es pot sembrar en diversos medis de cultiu per determinar si hi creix o no. Si la sembra és en medi mínim (aquell que conté els nutrients bàsics pel creixement bacterià però no aminoàcids), en agar McConkey o en medi salí (amb una concentració del 4% de clorur de sodi), C.jejuni no té la capacitat de créixer. D'altra banda, si el medi se suplementa amb glicina (un aminoàcid) a l'1% de concentració, el bacteri hi creix.
Una altra tècnica per detectar la presència de Campylobacter jejuni és la sembra en medis amb antibiòtics, ja que si hi és resistent, creixerà, però si no ho és, no podrà créixer. Si el medi conté àcid nalidíxic (antibiòtic del grup de les quinolones), no hi pot créixer. Cal remarcar que C. jejuni pot presentar resistència a les quinolones, per tant, en aquest cas es donaria el creixement. Contràriament, si el medi presenta cefalotina (antibiòtic del grup de les cefalosporines), el bacteri hi és resistent i té la capacitat de créixer.
La reducció de nitrats és una prova senzilla i visual que ajuda a la identificació d'aquest proteobacteri. El medi inicial té una tonalitat groguenca pàl·lida, i en cas de resultat negatiu, es manté d'aquest color. D'altra banda, si la reacció és positiva, el medi vira a rogenc. En el cas de C.jejuni, el resultat és majoritàriament positiu, ja que la subespècie aïllada amb major freqüència és jejuni i aquesta té la capacitat de reduir nitrats. Per contra, quan s'aïlla la subespècie doylei, el resultat de la prova és negatiu. Per aquest motiu, l'obtenció d'un resultat negatiu no és definitiu per garantir l'absència de C.jejuni.
Finalment, a l'efecte de diferenciar de forma ràpida i senzilla Campylobacter jejuni d'altres espècies del gènere Campylobacter es fa el test de l'hipurat sòdic. El medi inicial conté hipurat de sodi com substrat i ninhidrina com a indicador. Presenta una tonalitat blanquinosa. Si la reacció és negativa, manté la coloració inicial. D'altra banda, el medi vira a violeta en cas d'obtenir un resultat positiu. C.jejuni és l'única espècie del gènere que dona positiu en aquesta prova, però només si s'aïlla la subespècie jejuni.

## Presència en aliments
C.jejuni es transmet als humans principalment per la ingesta d'aliments o aigua contaminats. Aquesta contaminació alimentària és directa quan l'animal és portador del patogen en vida i, posteriorment, en ingerir la seva carn, llet o derivats d'ambdós sense haver estat tractats correctament, el consumidor el contrau.
La font càrnia més rellevant de contaminació és el consum de pollastre o gall d'indi crus o poc cuinats. Malgrat que també provenen de l'aviram, rarament es troba aquest bacteri en els ous.
També hi pot haver C.jejuni a la llet no pasteuritzada, a la carn porcina, ovina i bovina crua o insuficientment cuinada i a mol·luscs.
La contaminació secundària es produeix quan algun aliment entra en contacte amb carn afectada. Alguns exemples en són: carn o llet procedents d'un animal no portador que acaben infectades durant la cadena de processament o transport perquè han entrat en contacte amb superfícies o productes derivats d'animals portadors i la contaminació de vegetals o d'aiguaque han entrat en contacte amb carn alterada.

### Control i prevenció
A l'efecte d'evitar la possible presència del bacteri en aliments, aquests han de ser escalfats a més de 65 °C abans de ser consumits.
Un tractament complementari d'inactivació del bacteri que, de moment, s'aplica només a Bèlgica, Txèquia i França és sotmetre la carn d'aviram a 5kGy de radiació ionitzant.

#### Mesures profilàctiques a la indústria càrnia
A la indústria càrnia (que comprèn tots els processos que van des de la criança del bestiar a les granges fins a la comercialització de la carn o els seus derivats) s'apliquen un seguit de mesures per minimitzar la possible presència del bacteri a la carn. En primer lloc, es realitzen controls veterinaris periòdics a les granges per detectar la presència d'aus infectades. En cas de resultat positiu, cal sacrificar individualment cada grup d'animals afectats.
Un cop a l'escorxador, és fonamental implementar mesures per evitar la contaminació secundària amb el contingut intestinal durant el processament de la carn, posterior al sacrifici.
També és crucial realitzar neteges i desinfeccions periòdiques als estables, escorxadors (tant en sales de sacrifici com d'especejament i d'envasament) i minimitzar la generació d'aerosols en aquests espais.
Finalment, és necessari envasar la carn en recipients que minimitzin la formació de colònies bacterianes i evitin la contaminació creuada.

#### Prevenció a l'hostaleria i a la llar
A una escala no tant industrial, com ho seria l'hoteleria, o encara més particular, com ho seria la llar, existeixen un seguit de normes a aplicar per tal de prevenir contraure C.jejuni. Primerament, és bàsic mantenir sempre la cadena de fred. Cal conservar la carn a una temperatura inferior a 5 °C, ja que la refrigeració és bacteriostàtica. Quan sigui possible, s'ha de congelar la carn abans del seu consum, atès que aquest procés és capaç de matar una part de la població de Campylobacter.
Un altre punt fonamental és que la carn de pollastre (i d'aviram, en general) ha de ser conservada i transportada separada dels altres aliments, en envasos que evitin vessaments de fluids. A més a més, aquesta s'ha de manipular allunyada de la resta d'aliments, i desinfectar superfícies i utensilis després del seu processament, així com rentar-se les mans després del contacte amb aquesta carn. És important no rentar mai la carn de pollastre crua, pel fet que es podrien produir esquitxades amb aigua contaminada.
Quan es cuina carn d'aviram, la seva cocció ha de ser completa, i això significa que no pot tenir un color rosat ni deixar anar líquids. Idòniament, la temperatura interna de la peça hauria de superar els 74 °C.
A l'efecte d'evitar possibles contaminacions secundàries, els vegetals han de ser rentats si es consumiran crus. Tanmateix, cal evitar beure aigua ni llet que no hagin estat tractades (pasteurització, UHT).
Finalment, cal refrigerar a menys de 5 °C els excedents alimentaris i consumir-los en un termini màxim de 24 h després de la seva elaboració. Així mateix, han de ser reescalfats abans del seu consum.

### Normativa legal

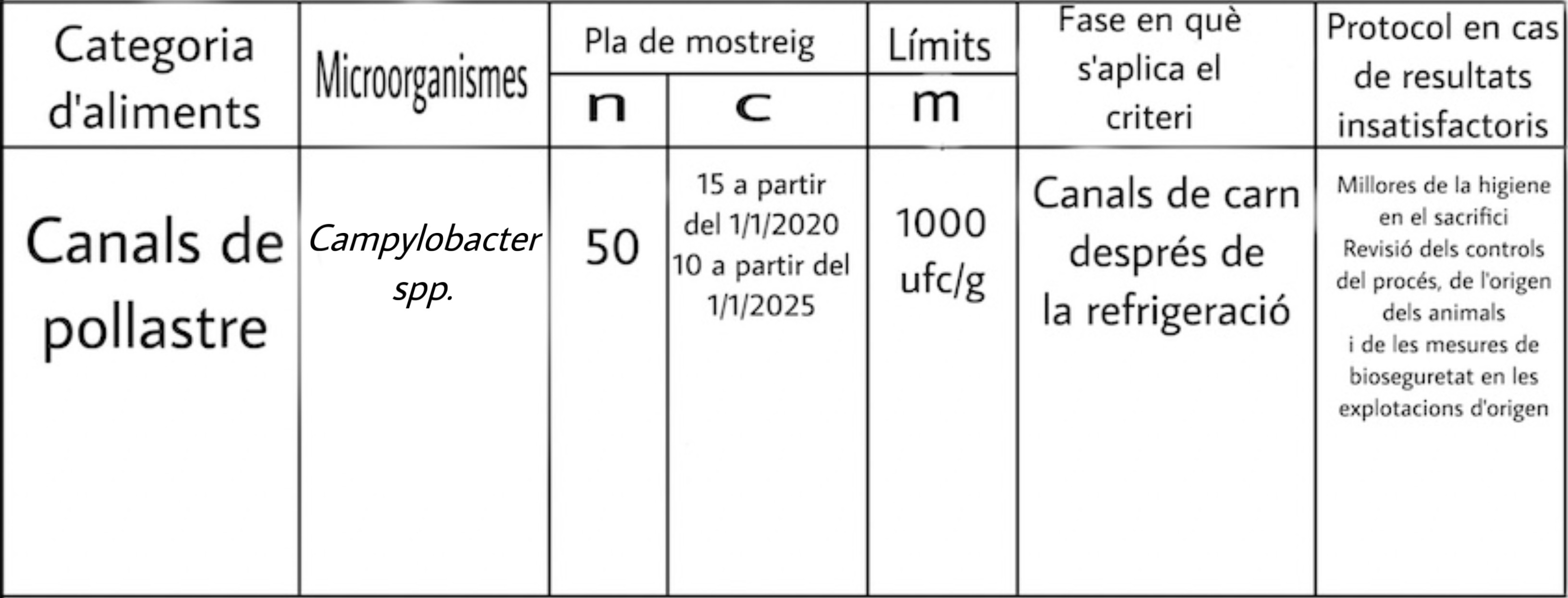
Normativa vigent de la Unió Europea en relació als límits microbiològics de la presència de Campylobacter spp. en carn de pollastre. Taula adaptada i traduïda al català, basada en la que figura al DOUE del 24 d'agost del 2017.

La legislació de la Unió Europea vigent des de l'1 de gener de 2020 estipula el següent pla de tres classes: per determinar si un lot de canals de carn de pollastre després de la seva refrigeració a l'escorxador és satisfactori i comercialitzable, cal examinar-ne 50 mostres aleatòries (paràmetre n), de les quals 15 (paràmetre c) poden contenir fins a 1000 ufc/g (paràmetre m=M) de bacteris del gènere Campylobacter. Si, al contrari, més de 15 mostres igualen el paràmetre m, el lot s'ha de considerar insatisfactori i se n'ha de prescindir. D'altra banda, encara que només una mostra superi els 1000 ufc/g (M), aquest lot és considerat inacceptable.
A partir de l'1 de gener de 2025 entrarà en vigor una normativa més restrictiva, en la qual el paràmetre c es reduirà fins a 10 mostres.
En cas d'haver-hi un lot insatisfactori, el protocol europeu concreta que cal millorar les mesures d'higiene durant el sacrifici i el posterior especejament, així com revisar la normativa de bioseguretat a les explotacions d'origen de les aus i durant el transport d'aquestes fins a l'escorxador.

## Campilobacteriosi

### Factors de patogenicitat
Els flagels donen mobilitat i ajuden a adherir-se i envair les cèl·lules epitelials del tracte gastrointestinal. El flagel consta de més de 50 gens associats, però els més importants són dues unitats de proteïnes: flaA i flaB. Els experiments de mutagènesi d'aquests gens han demostrat que flaA té un paper molt més rellevant que flaB per a la mobilitat. També hi ha dos gens motors essencials per a la mobilitat que són motA i motB. Les mutacions en qualsevol d'aquests gens fan que el bacteri sigui completament incapaç de moure's. Pel que fa als gens reguladors, els més importants són els factors sigma fliA i rpoH. FliA regula l'expressió de flaA i rpoN regula l'expressió de flaB. Val la pena assenyalar que Campylobacter jejuni té una manera única d'evitar el reconeixement de flagels mitjançant TLR5 a causa del fet que Campylobacter jejuni té una flagel·lina no conservada. Per tant, no és possible crear interaccions complementàries entre els bucles TLR5 i LRR9. També hi ha aminoàcids especials a causa dels quals només es produeixen interaccions febles amb TLR5, que no són suficients per desencadenar la cascada de senyalització i la resposta immune innata.
Un altre factor de patogenicitat i també una característica que determina els serotips de Campylobacter jejuni és la càpsula. Aquesta està formada per heptosucres rars amb una configuració inusual i modificacions no estoquiomètriques com l'etanolamina, l'aminoglicerol i el fosforamidat. S'ha demostrat que utilitzant la càpsula, els bacteris escapen de la mort a través del complex d'atac de membrana i que el fosforamidat es comporta com un verí organofosforat.
Un altre factor de patogenicitat són les adhesines. Les adhesines més investigades de Campylobacter jejuni són sadF i flpA, que reconeixen la fibronectina. Malauradament, aquesta àrea encara no s'ha explorat i no se’n coneixen totes les etapes i mecanismes d'adhesió.

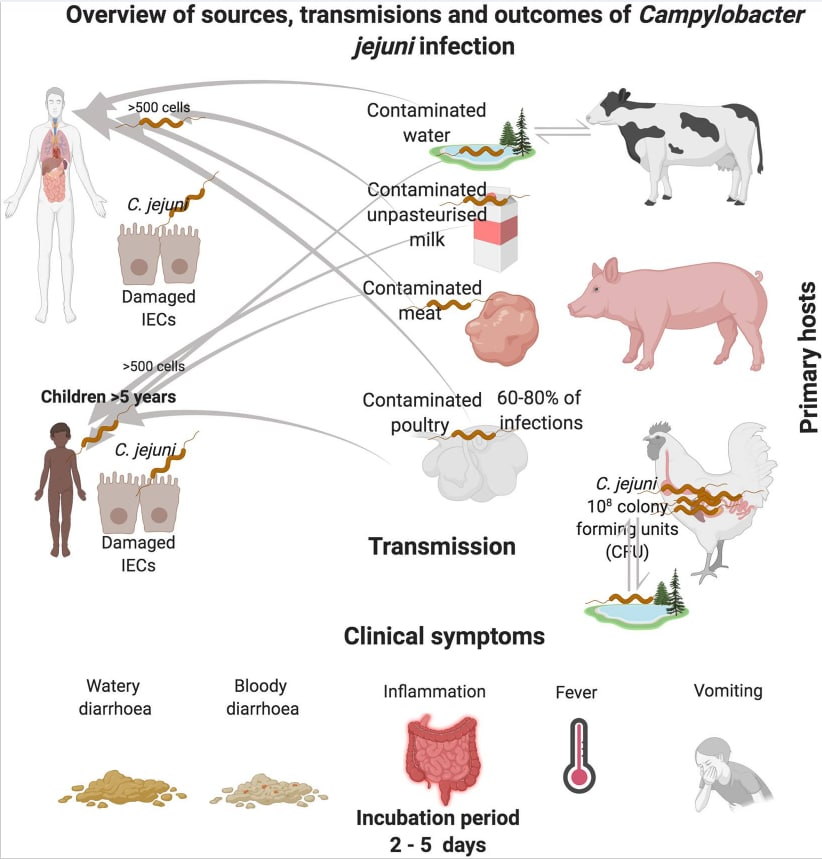

Pel que fa als canals de transport, Campylobacter jejuni en presenta dos: momp (aquesta proteïna està molt conservada en altres campilobacteris) i omp50 (a més de Campylobacter jejuni, només dos en tenen). Momp és una porina clàssica que té una estructura de barril beta de 44 kda. Sobre Omp50 no s'han realitzat estudis que el puguin caracteritzar bé, però se sap que la seva expressió depèn molt de l'entorn de l'hoste. A més, la mutació d'aquest gen redueix la mobilitat i la invasivitat de Campylobacter jejuni.
Les proteases putatives són un notable factor de patogenicitat. En contrast amb l'experiment clàssic de mutants de tipus salvatge, l'anàlisi de proteòmica juntament amb el perfil de virulència basat en enzims (EBVP) ha revelat el mecanisme d'acció i el paper específic en la invasió i l'adhesió d'aquests factors de virulència. Campylobacter jejuni secreta vesícules exocrines que contenen tres proteases de serina actives HtrA, Cj0511 i Cj1365c la funció de les quals és escindir les proteïnes d'unió estreta ocludina i e-cadherina.

### Factors defitnessi adaptació a l'estrès
Quan Campylobacter jejuni passa de l'intestí prim del pollastre, ric en nutrients, al tracte gastrointestinal humà, experimenta un estrès important. A diferència d'altres enteropatògens, Campylobacter jejuni no té els reguladors d'estrès clàssics, com SoxRS i OxyR. També manquen les proteïnes de xoc en fred CspA i la proteïna reguladora de la resposta a la leucina LRP. Malgrat això, utilitzen mecanismes específics i encara poc coneguts que els permeten sobreviure en diverses situacions estressants. Per exemple, Campylobacter jejuni usa reguladors CosR, PerP i MasR per sobreviure a l'estrès oxidatiu i peroxidatiu. Si el bacteri detecta una gran quantitat de radicals lliures d'oxigen, l'expressió de CosR disminueix, la qual cosa comporta canvis en l'expressió de la proteïna d'unió a l'ADN (Dps), rubredoxina oxidoreductasa/rubreritrina (Rrc), alquil hidroperòxid reductasa (AhpC) i superòxid dismutasa (SodB).
Campylobacter jejuni també té reguladors de transcripció globals: un regulador de la fam de carboni (CsrA) i un sistema de dos components del factor de creixement del plàncton de Campylobacter (CprRS). Les mutacions en el CsrA condueixen a anomalies en la mobilitat, l'adherència, la formació de biofilms i la resistència a l'estrès oxidatiu. CprRS és un sistema de dos components que consta d'un sensor de cinasa CprS i un regulador de CprR. D'aquests dos components, el regulador CprR és el més important perquè la seva mutació provoca una disminució de l'expressió de SodB, Rrc i LuxS.

### Simptomatologia
La campilobacteriosi és la causa bacteriana més freqüent de gastroenteritis a nivell mundial. Aquesta infecció presenta símptomes com febre, dolor abdominal, nàusees, vòmits, mal de cap i diarrea, que sovint és amb sang. D’altra banda, també trobem que hi ha persones asimptomàtiques.
Aquests símptomes solen començar des de 2 fins 5 dies després de la ingesta del patogen i solen durar una setmana, desapareixent de manera espontània.
En general són símptomes lleus, però en nens petits, gent gran i persones immunodeprimides poden arribar a ser mortals. A més, aquesta infecció pot arribar a tenir complicacions com la síndrome de l’intestí irritable, paràlisis temporals i artritis.

### Diagnòstic clínic
El diagnòstic es fa en el moment en què es detecta Campylobacter jejuni al laboratori a partir d’una mostra de femta, teixit o fluids (per exemple, la sang). Aquesta mostra se sotmet a diferents anàlisis, que poden ser un aïllament en un medi de cultiu o l’ús d’un test de diagnòstic ràpid que detecti el material genètic del bacteri.
Quan la mostra analitzada és una mostra de sang, l’objectiu és trobar anticossos. Aquesta prova s'ha de repetir al cap de 10 dies o 2 setmanes per assegurar-nos, ja que a l’inici de la infecció se’n detecten pocs.
També es pot fer una anàlisi de la femta. En aquest cas es fa un cultiu a partir de la mostra en medis selectius (Agar Campy cefoperazone, vancomycin, amphotericin B (CVA); Agar Campy Cefex; agar desoxicolat de carbó de cefoperazona modificat (mCCDA); i medi selectiu de carbó vegetal (CSM)) per afavorir el creixement de Campylobacter present en la mostra. Un cop feta la sembra, s'incuba durant 72 hores a 37 °C o 42 °C, depenent del medi de cultiu utilitzat. A partir de la mostra de femta podem realitzar també proves per detectar antigen.
Aquests mètodes d’identificació poden ser ambigus, de manera que cada vegada és més comú el diagnòstic i identificació per PCR per fer un diagnòstic molecular, ja que és més sensible que la detecció a partir de cultiu. Tot i tenir una elevada sensibilitat, també té limitacions. Calen certs passos per assegurar-nos que s'obté un resultat fiable, ja que un alt percentatge d’aïllats no es lisen en bullir la suspensió de cèl·lules.

### Tractament
En persones immunocompetents, la malaltia es resol sense necessitat de tractament, en aproximadament 7 dies.Es poden subministrar sèrums per via oral per pal·liar la deshidratació i la pèrdua de sals minerals degudes a la diarrea.
Es prescriu un tractament amb antibiòtics només en casos greus(febre alta, diarrea severa o amb sang, danys tissulars provocats per la invasió de l'epiteli de la mucosa intestinal...), en pacients de risc(dones embarassades, gent gran, persones immunodeprimides o amb patologies simultànies), en casos de malaltia prolongada o per infeccions recurrents.
En cas de persones portadores asimptomàtiques també es poden administrar antimicrobians per evitar la propagació de la malaltia.
Els antibiòtics més freqüents pel tractament de la campilobacteriosi són l'azitromicina per via oral durant 3 dieso en monodosii l'eritromicina en pauta oral de 5 dies. En pacients amb al·lèrgia a l'azitromicina es pot administrar ciprofloxacina, però la resistència a aquest agent antimicrobià està en ascens, per la qual cosa cal fer-ne un ús responsable.
Si durant el transcurs de la malaltia es produeix bacterièmia (disseminació dels bacteris al torrent sanguini) o metàstasi (infecció d'altres òrgans amb el mateix patogen), cal aplicar un tractament d'entre 2 i 4 setmanes amb imipenem, gentamicina o amoxicil·lina amb àcid clavulànic associat a un antibiòtic del grup dels aminoglicòsids.
Cal remarcar que la pauta d'antibiòtics administrada en primera instància es pot dissenyar mitjançant la realització de tècniques d'antibiograma, en les quals es valoren els fàrmacs més efectius i la concentració requerida (concentració mínima inhibitòria), per obtenir un tractament òptim.

### Resistències a antibiòtics
A nivell mundial, s'ha donat un ràpid augment en desenvolupament de resistències a Campylobacter jejuni, sobretot a fluoroquinolones i macròlids. Aquestes resistències s'han anat desenvolupant degut a l’ús indiscriminat d’aquests antibiòtics, ja sigui en la població humana com en animals pels seu tractament o en la promoció del creixement, el que ha portat a una preocupació creixent per a la salut pública.
De fet, ha estat a causa de l’ús d’aquests antibiòtics a baixos nivells durant llargs períodes, cosa que ha donat lloc a l’aparició d’aquests bacteris resistents. Degut a això, l’ús d’aquests per la promoció de creixement s'ha prohibit a la Unió Europea i al Japó, i també a Austràlia en el cas de les fluoroquinolones.
Però no només presenten resistències a fluoroquinolones i a macròlids, sinó que també als β-lactàmics, a la tetraciclina i als aminoglucòsids.

#### Resistència a fluoroquinolones
Les fluoroquinolones, compostes principalment d'àcid nalidíxic, tenen una activitat bactericida depenent de la concentració contra tant gramnegatius com grampositius. Aquestes inclouen els antibiòtics que més s'utilitzen a l’hora de tractar la diarrea bacteriana aguda.
Molts d’aquests casos es tracten de manera empírica, ja que clínicament la campilobacteriosi no es pot distingir d'altres diarrees bacterianes. Això probablement contribueix també a l'aparició de la resistència a les fluoroquinolones.
Fins al 1992, no era usual la resistència a fluoroquinolones. Actualment, però, molts països europeus, entre el 17% i 90% de les soques aïllades d’humans i animals presenten aquesta resistència. El 2004 als Estats Units, a causa d’això, la Federal Drug Administration va revertir l’aprovació de l’ús terapèutic de l'enrofloxacina fluoroquinolona en animals.
Aquesta resistència ve produïda per mutacions puntuals en la regió de la resistència a la quinolona del gen gyrA, de manera que confereix una elevada resistència a alts nivells d’àcid nalidíxic i a les fluoroquinolones. La mutació més habitual (Thr-86-Ile) només confereix resistència a l’àcid nalidíxic.

#### Resistència als macròlids
Els macròlids són molècules de gran pes molecular (PM > 700) que inhibeixen la síntesi de proteïnes bacterianes en unir-se a la regió P de la subunitat 50S dels ribosomes bacterians, que és una unió reversible. Aquests s'utilitzen com a tractament en el cas de diagnòstic de campilobacteriosi.
C. jejuni té tres mecanismes de resistència als macròlids: modificar la diana de l’antibiòtic, l’eflux i alterar la permeabilitat de la membrana. Tant la modificació de la diana com l’eflux actuen sinèrgicament, el que li dona una major resistència.
El que li confereix la resistència són mutacions puntuals a la regió codificant del peptidil al domini V del gen de l'ARNr 23S a les posicions 2074 i 2075, sent aquesta última la més freqüent. A part d’això, sol portar tres còpies mutades del gen, però s'han trobat algunes soques en les quals el nombre de còpies només és 2.
En alguns països s'ha observat una tendència ascendent en la resistència als macròlids. De fet, el 2008 als EUA va haver-hi preocupació per aquest augment (resistències fins al 2,3%). Tot i així, els posteriors dos anys es va veure que allà va donar-se un descens fins a l’1,2%.

### Epidemiologia
Des de l'any 2005, la campilobacteriosi ha estat la malaltia gastrointestinal més comunament reportada en humans. Geogràficament, aquesta malaltia s'ha mantingut molt estable durant els anys anteriors, amb la majoria dels casos a la República Txeca, Alemanya, Espanya i al Regne Unit.
El Centre Europeu per a la Prevenció i el Control de Malalties és una agència que s'encarrega de fer estudis anuals de les malalties infeccioses més rellevants. A continuació, podem veure una taula amb el total de casos reportats per cada any i la taxa d'incidència (casos per 100.000 persones/any).
|      | Casos totals | Taxa d'incidència |
| ---- | ------------ | ----------------- |
| 2014 | 240.379      | 59,8              |
| 2015 | 231.650      | 62.3              |
| 2016 | 248.752      | 66,0              |
| 2017 | 250.161      | 64,9              |
| 2018 | 246.571      | 64.1              |
| 2019 | 220.639      | 60.6              |
| 2020 | 120.946      | 40.3              |

En cada any, els més afectats per la campilobacteriosi són els nens menors de cinc anys. En l'últim estudi fet el 2020, concretament al març i abril, es van obtenir els valors més baixos d'infecció en humans d'aquesta malaltia. Aquesta disminució de casos és probablement a causa de l'aparició de la COVID-19. També es va veure que els països amb les taxes més altes van ser Txèquia, Luxemburg, Eslovàquia i Dinamarca. Per altra banda, les taxes més baixes es van observar a Polònia, Bulgària, Romania, Xipre, Grècia, Letònia i Portugal. Els alts nivells de campilobacteriosi a Europa es reflecteixen en l'augment continu del nombre de casos de la síndrome de Guillain-Barré.
A Catalunya, s'han confirmat 18.540 casos entre l'any 2016 i 2019 amb una taxa d'incidència global de 61,1 casos per cada 100.000 persones. A més, s'ha detectat un augment d'un 22,9% en la taxa d'incidència del 2016 al 2018 i una reducció del 9,9% del 2018 al 2019. Amb les dades recollides entre l'any 2016 i 2019 també es van classificar les dades entre homes i dones i es va veure el següent: en homes es van detectar un total de 10.698 casos amb una taxa d'incidència de 71,7 per cada 100.000 persones i en dones es van detectar 7.837 casos amb una taxa d'incidència de 50,7 per cada 100.000 persones, per tant, la raó home:dona va ser d'1,37. En els dos casos, les taxes d'incidències més altes es van detectar entre els mesos de maig a juliol. Geogràficament, la taxa d'incidència més alta s'ha detectat a la Catalunya Central, seguida per Lleida i Barcelona. Per altra banda, la taxa d'incidència més baixa s'ha detectat a la regió de l'Alt Pirineu i Vall d'Aran.
| Regió                     | Casos totals | Taxa d'incidència |
| ------------------------- | ------------ | ----------------- |
| Alt Pirineu i Vall d'Aran | 14           | 4,85              |
| Barcelona                 | 11.589       | 58,06             |
| Lleida                    | 910          | 63,04             |
| Catalunya Central         | 2.323        | 111,94            |
| Camp de Tarragona         | 1.192        | 49,89             |
| Girona                    | 1.465        | 42,42             |
| Terres de l'Ebre          | 399          | 53,79             |

El continu augment d'aquesta malaltia també ha comportat un augment proporcional al cost de la malaltia. El cost estimat de la malaltia a Europa és d'aproximadament 2,4 bilions d'euros cada any.Un gran nombre d'estudis han demostrat que la campilobacteriosi segueix una estacionalitat característica, amb un fort augment del nombre de casos des de finals de primavera fins a principis de tardor. Els casos de la campilobacteriosi en humans s'ha relacionat molt amb les temperatures altes a causa de l'augment de casos a l'estiu. Per altra banda, a l'hivern també hi ha un pic de casos, però més petit i diferent del de l'estiu que s'ha fet molt evident en els últims anys.